# باسيفيك غروف
باسيفيك غروفي (بالإنجليزية: Pacific Grove)‏ هي إحدى مدن مقاطعة مونتيري، كاليفورنيا. تم إعطاءها لقب مدينة في 5 يوليو، 1889.

## التركيبة السكانية
حدّد مكتب تعداد الولايات المتحدة بيانات التركيبة السكانية لباسيفيك غروف في تعداد الولايات المتحدة. في ما يلي، التركيبة السكانية حسب تعدادي 2000 و2010.

### تعداد عام 2000
بلغ عدد سكان باسيفيك غروف 15,522 نسمة بحسب تعداد عام 2000، وبلغ عدد الأسر 7,316 أسرة وعدد العائلات 3,973 عائلة مقيمة في المدينة. في حين سجلت الكثافة السكانية 1,498.3 نسمة لكل كيلومتر مربع (3,880.6/ميل2). وبلغ عدد الوحدات السكنية 8,032 وحدة بمتوسط كثافة قدره 775.3 لكل كيلومتر مربع (2,008.0/ميل2).
وتوزع التركيب العرقي للمدينة بنسبة 88.04% من البيض و1.14% من الأمريكيين الأفارقة و0.55% من الأمريكيين الأصليين و4.50% من الأمريكيين ذوي الأصول الآسيوية و0.26% من سكان جزر المحيط الهادئ و1.78% من الأعراق الأخرى و3.73% من عرقين مختلطين أو أكثر و7.14% من الهسبانيون أو اللاتينيون من أي عرق.
بلغ عدد الأسر 7,316 أسرة كانت نسبة 23.3% منها لديها أطفال تحت سن الثامنة عشر تعيش معهم، وبلغت نسبة الأزواج القاطنين مع بعضهم البعض 41.7% من أصل المجموع الكلي للأسر، ونسبة 9.6% من الأسر كان لديها معيلات من الإناث دون وجود شريك، بينما كانت نسبة 3% من الأسر لديها معيلون من الذكور دون وجود شريكة وكانت نسبة 45.7% من غير العائلات. تألفت نسبة 36.8% من أصل جميع الأسر من عدة أفراد يعيشون في نفس المنزل ونسبة 14.2% كانت تتألف من شخص يعيش بمفرده يبلغ من العمر 65 عاماً أو أكثر. وبلغ متوسط حجم الأسرة المعيشية 2.10، أما متوسط حجم العائلات فبلغ 2.75.
بلغ العمر الوسطي للسكان 44.7 عاماً. وكانت نسبة 17.8% من القاطنين تحت سن الثامنة عشر، وكانت نسبة 5.7% بين الثامنة عشر والرابعة والعشرين عاماً، ونسبة 26.9% كانت واقعةً في الفئة العمرية ما بين الخامسة والعشرين والرابعة والأربعين عاماً، ونسبة 29.8% كانت ما بين الخامسة والأربعين والرابعة والستين، ونسبة 18.8% كانت ضمن فئة الخامسة والستين عاماً فما فوق. يوجد لكل 100 أنثى 86.4 ذكر، ويوجد لكل 100 أنثى في الثامنة عشر من عمرها فما فوق 82.2 ذكر.
بلغ متوسط دخل الأسرة في المدينة 50,254 دولارًا، أما متوسط دخل العائلة فبلغ 59,569 دولارًا. وكان متوسط دخل الذكور 43,897 دولارًا مقابل 35,924 دولارًا للإناث. وسجل دخل الفرد الخاص بالمدينة 31,277 دولارًا. وكانت نسبة 3% من العائلات ونسبة 5.4% من السكان تحت خط الفقر، وكان من هؤلاء نسبة 5.2% تحت سن الثامنة عشر ونسبة 3.9% في الخامسة والستين من العمر وما فوق.

### تعداد عام 2010
بلغ عدد سكان باسيفيك غروف 15,041 نسمة بحسب تعداد عام 2010، وبلغ عدد الأسر 7,020 أسرة وعدد العائلات 3,820 عائلة مقيمة في المدينة. في حين سجلت الكثافة السكانية 1,451.8 نسمة لكل كيلومتر مربع (3,760.1/ميل2). وبلغ عدد الوحدات السكنية 8,169 وحدة بمتوسط كثافة قدره 788.5 لكل كيلومتر مربع (2,042.2/ميل2).
وتوزع التركيب العرقي للمدينة بنسبة 84.50% من البيض و1.32% من الأمريكيين الأفارقة و0.52% من الأمريكيين الأصليين و5.80% من الأمريكيين ذوي الأصول الآسيوية و0.33% من سكان جزر المحيط الهادئ و3.12% من الأعراق الأخرى و4.41% من عرقين مختلطين أو أكثر و10.74% من الهسبانيون أو اللاتينيون من أي عرق.
بلغ عدد الأسر 7,020 أسرة كانت نسبة 21.7% منها لديها أطفال تحت سن الثامنة عشر تعيش معهم، وبلغت نسبة الأزواج القاطنين مع بعضهم البعض 41.8% من أصل المجموع الكلي للأسر، ونسبة 9.3% من الأسر كان لديها معيلات من الإناث دون وجود شريك، بينما كانت نسبة 3.3% من الأسر لديها معيلون من الذكور دون وجود شريكة وكانت نسبة 45.6% من غير العائلات. تألفت نسبة 37.2% من أصل جميع الأسر من عدة أفراد يعيشون في نفس المنزل ونسبة 14.4% كانت تتألف من شخص يعيش بمفرده يبلغ من العمر 65 عاماً أو أكثر. وبلغ متوسط حجم الأسرة المعيشية 2.09، أما متوسط حجم العائلات فبلغ 2.74.
بلغ العمر الوسطي للسكان 48.1 عاماً. وكانت نسبة 16.5% من القاطنين تحت سن الثامنة عشر، وكانت نسبة 6.6% بين الثامنة عشر والرابعة والعشرين عاماً، ونسبة 23% كانت واقعةً في الفئة العمرية ما بين الخامسة والعشرين والرابعة والأربعين عاماً، ونسبة 32.3% كانت ما بين الخامسة والأربعين والرابعة والستين، ونسبة 21.6% كانت ضمن فئة الخامسة والستين عاماً فما فوق. وتوزع التركيب الجنسي للسكان بنسبة 46% ذكور و54% إناث.

## أعلام
- جوردن جونز
- غابرييل ألموند
- وارد مور
- رالف غيلمان
- جوش راندال